# 奥尔梅多德卡马塞斯
奥尔梅多德卡马塞斯，是西班牙卡斯蒂利亚-莱昂萨拉曼卡省的一个市镇。 总面积91平方公里，总人口166人（2001年），人口密度2人/平方公里。